# غونزالو فالكون
غونزالو فالكون (بالإسبانية: Gonzalo Falcón) هو لاعب كرة قدم أوروغواياني في مركز حراسة المرمى، ولد في 16 نوفمبر 1996 في مونتفيدو في الأوروغواي. لعب مع جوفينتود.

## وصلات خارجية
- غونزالو فالكون على موقع قاعدة بيانات كرة القدم.إي يو (الإنجليزية)
- غونزالو فالكون على موقع Soccerway.com (الإنجليزية)
- غونزالو فالكون على موقع عالم كرة القدم.نت (الإنجليزية)